# Lilin (socken i Kina)
Lilin (kinesiska: 栗林, 栗林乡) är en socken i Kina. Den ligger i provinsen Hunan, i den södra delen av landet, omkring 140 kilometer väster om provinshuvudstaden Changsha.
Genomsnittlig årsnederbörd är 1 921 millimeter. Den regnigaste månaden är maj, med i genomsnitt 342 mm nederbörd, och den torraste är december, med 51 mm nederbörd.